# Густафсон, Меган
Меган Густафсон (англ. Megan Gustafson; род. 13 декабря 1996 года, Дулут, штат Миннесота, США) — американская профессиональная баскетболистка, которая выступает в женской национальной баскетбольной ассоциации (ЖНБА) за команду «Лас-Вегас Эйсес». Была выбрана на драфте ВНБА 2019 года во втором раунде под общим семнадцатым номером клубом «Даллас Уингз». Играет на позиции тяжёлого форварда и центровой.

## Ранние годы
Меган родилась 13 декабря 1996 года в городе Дулут, штат Миннесота, в семье Клендона и Евы Густафсон, у неё есть сестра, Эмили, а училась она в статистически обособленной местности Порт-Уинг (штат Висконсин) в средней школе Саут-Шор, в которой выступала за местную баскетбольную команду.